# Olle Bälter

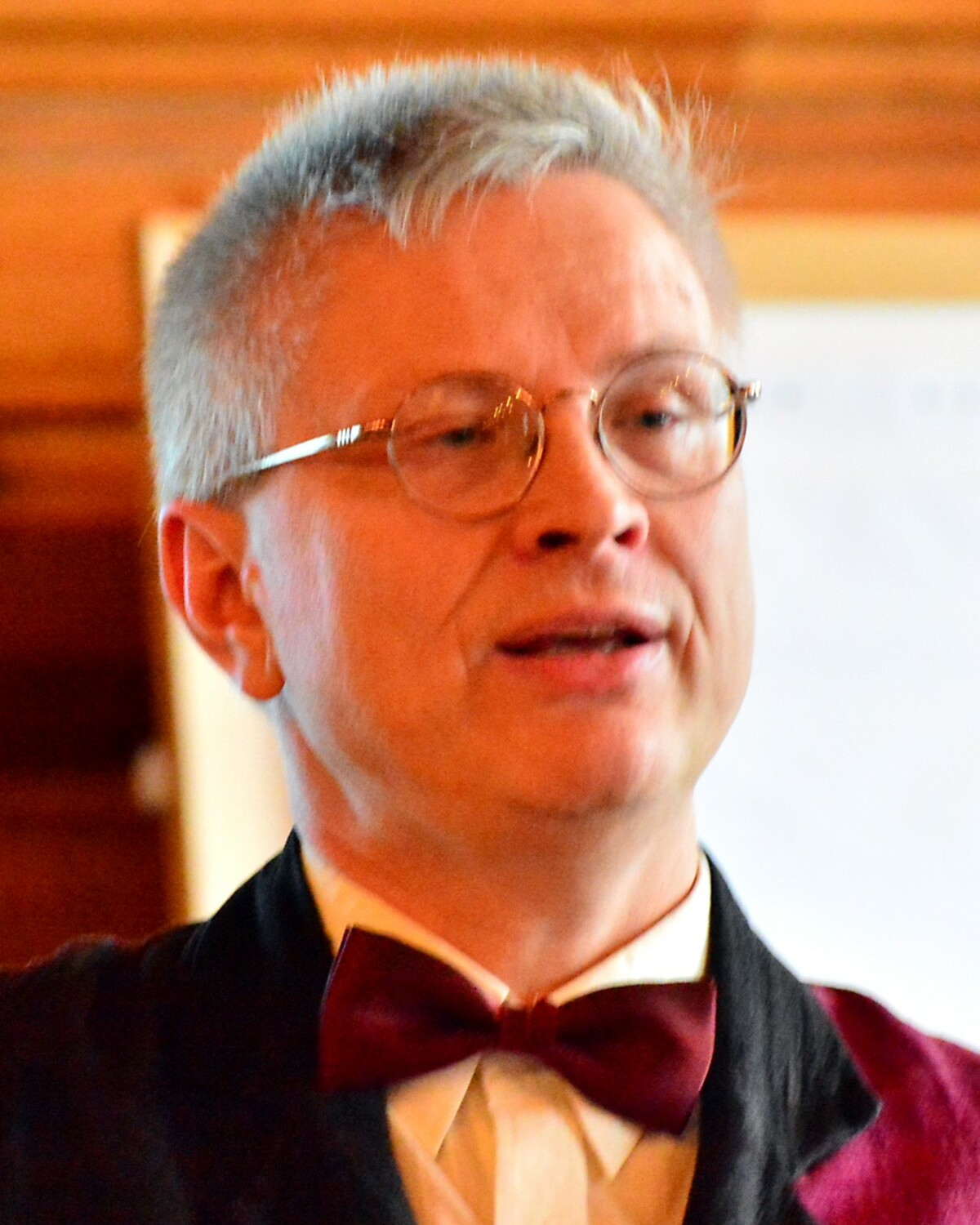
Olle Bälter, 2013.

Olof Anders Sigvard "Olle" Bälter, född 29 januari 1962 i Umeå, är professor i datalogi och docent i människa-datorinteraktion vid Skolan för elektroteknik och datavetenskap på KTH och forskare i pedagogisk ingenjörskonst.

## Biografi
Bälter studerade matematik ett år på Umeå Universitet 1981-82, varefter han flyttade till KTH och tog civilingenjörexamen i Teknisk Fysik 1986. Parallellt med studierna undervisade han i framförallt programmering på KTH och fortsatte som lärare fram till 1989 när han lämnade KTH för Siemens. År 1993 återvände han till KTH för att doktorera i datalogi 1998 med en doktorsavhandling om professionell användning av e-post Electronic mail in a working context och har även gett ut böckerna E-post-eposet och Effektivare e-post inom samma ämne. Han gjorde en postdok på Lotus/IBM i Cambridge, MA 1999 och fick anställning som lektor på KTH 2000, parallellt med en deltidsanställning som forskare på Karolinska Institutet fram till 2003. Han antogs som docent 2006 på KTH och blev utnämnd till professor i datalogi 2024. Däremellan var han grundutbildningsansvarig på en av KTHs skolor (CSC) 2007-2012, gästlärare på Williams College 2008, prefekt för institutionen Numerisk Analys och Datalogi (Nada) på Stockholms universitet 2009-2012. Han grundade forskargruppen för teknikförstärkt lärande på KTH 2011, introducerade promenadseminarier 2014, gästforskade på Stanford University 2015-16 och uppfann tillsammans med kollegan Richard Glassey rent frågebaserat lärande 2022. Under åren 2021-2024 drev han projektet OneLearns finansierat av Svenska Institutets Public Sector Innovation Programme i östafrika.   

## Utmärkelser
- 1987 – Årets Lärare på Lantmäteri
- 1989 – KTHs pedagogiska pris
- 2022 – Högskolehjälte, SULF[8]
- 2023 – Språkförsvarets hederspris[9]

## Privatliv
Olle Bälter är son till  Sigvard Bälter. Han är gift med Katarina Bälter och har tre barn.
Bälter har varit aktiv i Fysikalen, framförallt som skådespelare, samt är medgrundare till Björklövens supporterklubb.